# Emil Winkler (Romanist)
Emil Winkler (* 4. Juni 1891 in Neutitschein; † 28. Januar 1942 in Salzburg) war ein österreichischer Romanist.

## Leben und Werk
Winkler studierte ab 1908 zuerst Jura, dann romanische Philologie in Wien. Er promovierte 1912 bei Wilhelm Meyer-Lübke mit Zur Lokalisierung des sog. Capitulare de villis. Sprachliches und Sachliches (in: Zeitschrift für romanische Philologie 37, 1913). 1913 bis 1914 studierte er bei Heinrich Morf in Berlin. Nach schwerer Kriegsverwundung habilitierte er sich 1918 in Wien bei Karl von Ettmayer über Französische Dichter des Mittelalters. I: Vaillant, II: Marie de France (Wien 1918). An der Universität Innsbruck war er ab 1921 außerordentlicher Professor für romanische Philologie mit besonderer Berücksichtigung der italienischen Literatur, ab 1925 ordentlicher Professor. 1928 wechselte er nach Wien, 1935 nach Heidelberg, 1938 als Nachfolger von Eduard Wechssler nach Berlin. Er war Mitglied der Heidelberger (1935) und der Preußischen Akademie der Wissenschaften (1939), sowie korrespondierendes Mitglied der Wiener Akademie der Wissenschaften (1939).

## Weitere Werke
- La Doctrine grammaticale française d'après Maupas et Oudin, Halle a. S. 1912
- (Hrsg.) Die Lieder Raouls von Soissons, Halle a. S. 1914
- Das Rolandslied, Heidelberg 1919 (Digitalisat).
- Das dichterische Kunstwerk, Heidelberg 1924
- Grundlegung der Stilistik, Bielefeld 1929
- Sprachtheoretische Studien, Jena 1933, Nachdruck Ann Arbor 1980
- Zur Geschichte des Begriffs "Comédie" in Frankreich, Heidelberg 1937
- Nationalgedanke und Dichtung in Italien, Berlin 1940
- (Mitherausg.) Zeitschrift für französische Sprache und Literatur (1935–1942)